# ハンス＝ルドルフ・レーズィンク
ハンス＝ルドルフ・レーズィンク（Hans-Rudolf Rösing、1905年9月28日、ヴィルヘルムスハーフェン - 2004年12月16日、キール）は、ドイツの海軍士官である。第2次世界大戦中はUボートの艦長を務め、最終的にドイツ連邦海軍の少将に昇進した。
彼は「U 11 (U 11) 」、「U 36 (U 36) 」、「U 48」そして臨時に「U 10 (U 10) 」の艦長を務めている。「U 48」で哨戒した時、彼はおよそ61,000総トン (GRT)  の船舶を撃沈し、他の1隻に重大な損害を与えた。

## 少年時代
「ハーロー」・レーズィンク（それが通り名であった）はドイツ帝国海軍 (Kaiserliche Marine) の士官で、最終的に中将まで昇進したベルンハルト・レーズィンク（1869年-1947年）と妻のエルフリーデ（1882年-1961年、旧姓ヴュンシェ）の息子として生まれた。3人の兄弟、フリードリヒ＝ヴィルヘルム、クルト＝ヴォルフおよびベルンハルトは第2次世界大戦中に戦没している。姉妹のエルフリーデは同大戦を、北京市内で隔離されたドイツ人学校の教師として生き延びた。

## 海軍（ライヒスマリーネ）での軍歴
海軍 (Reichsmarine) におけるレーズィンクの軍歴は1924年3月に始まった。艦上訓練、訓練航海および海軍学校の教程を修了した後、彼は軽巡洋艦「ニュムフェ (SMS Nymphe) 」および「ケーニヒスベルク」に勤務した。レーズィンクは1930年から1931年にかけて、秘密裏に外国の潜水艦に乗り組んだ数少ない海軍士官の一人である。これはヴェルサイユ条約で潜水艦の保有を禁じられていた将来のUボート戦隊にとり、洋上で経験を積む唯一の道であった。

## 海軍（クリークスマリーネ）での軍歴と第2次世界大戦
2年をSボート、「S-15」および「S-3」の艦長として過ごした後、レーズィンクは1933年10月に潜水艦防衛学校（U-Boot-Abwehrschule）へ転属した。最初に指揮を託されたのは1935年の9月で、艦は新造の「U 11」であった。任に就いていたのは2年間である。1937年の初め、彼は「U 35」の艦長としてポンタ・デルガダ（アゾレス諸島）への哨戒に出た。同年10月にはエッカーンフェルデ (Eckernförde) の魚雷試験場に勤務している。そこには1年間、在任した。1938年12月、第5潜水隊群司令に任じられる。後の1940年1月、第7潜水戦隊の指揮を託される1週間前は潜水艦隊司令長官 (de:Befehlshaber der Unterseeboote) 付きの担当官として勤務していた。続いて病気に罹っていたヘルベルト・シュルツェ (Herbert Schultze) 大尉に代わり、「U 48」の艦長となっている。
レーズィンクは同艦で55日間の間に2回の哨戒をこなした。そして2回目の哨戒から帰還すると、騎士鉄十字章を授かった。
1940年9月から1941年2月まで、レーズィンクはドイツ海軍の連絡将校として、ボルドーに展開するイタリア海軍の潜水戦隊に勤務する。同年3月から8月にかけて、数か月にわたり潜水艦隊司令長官の参謀本部に中央部の部長として赴任した後、再び第3潜水戦隊の指揮を託された。1942年7月に西部潜水艦隊司令 (Führer der U-Boote) に就任し、フランス沿岸に配備された全てのUボートに責任を持つ立場となった。1944年の秋にはノルウェーに移ったものの、同職に留まっている。
そしてドイツの降伏後、1年以上を連合国の捕虜として過ごした。

## 戦後とドイツ連邦海軍での軍歴
戦後、レーズィンクはドイツの海上戦争の経験をアメリカ合衆国の依頼でまとめあげる海軍戦史班 (Naval Historical Team) に一時的に協力した。1952年以降、ドイツ連邦共和国連邦国防省の前身組織となったブランク機関 (de:Amt Blank) に勤務した後、4年後に新設されたドイツ連邦海軍に入隊する。早くも1年後には准将 (de:Flottillenadmiral) の階級とともに北海管区司令部（Marine-Abschnittkommando Nordsee）の司令官に就任した。同職に4年以上留まった後、少将に昇進する前の1962年4月から年金を支給されて退役するまでの間、彼はシュレースヴィヒ＝ホルシュタイン地区司令部 (de:Territorialkommando Schleswig-Holstein) の司令としても勤務している。その軍歴を終えたのは、1965年9月のことであった。戦後の功績を報われ、レーズィンクは翌年、ドイツ連邦共和国功労勲章の大十字章を授かっている。

## その他の活動
彼は多年にわたり船長として勤めていた、ドイツ海上スポーツ協会ハンザ (de:Deutscher Hochseesportverband HANSA) の最古参メンバーだった。1970年代の初め、マホガニー製のスループ、「ヴァッペン・フォン・ハンブルク」をエルベ川からエルバ島にある同協会のヨットスクールに回航した後、そこで校長代理を務めた。
96歳となった2001年、ゼバスティアン・デーンハルト (de:Sebastian Dehnhardt) 監督と記者のグイド・クノップによるドキュメンタリー番組、『Der Jahrhundertkrieg: Tödliche Falle（世紀の戦争：死の罠）』に同時代の証人として協力している。
レーズィンクは英語、フランス語およびイタリア語の翻訳者としてもデリウス・クラーズィンク出版社 (de:Delius Klasing Verlag) およびエディツィオーン・マリティーム出版社（Edition Maritim）で働いていた。他にも『Das kleine Buch vom Wassersport（ウォータースポーツの小冊子）』や『Kriegskunst in unserer Zeit（我らの時代の戦術）』といった著作を著している。

## 軍における階級
- 1925年4月1日：海軍士官候補生 (de:Seekadett)
- 1926年6月1日：准尉 (de:Fähnrich zur See)
- 1928年5月1日：上級准尉 (de:Oberfähnrich zur See)
- 1928年10月1日： 少尉
- 1930年4月1日： 中尉
- 1935年4月1日： 大尉
- 1939年7月1日： 少佐
- 1943年2月1日：中佐
- 1943年3月1日： 大佐

ドイツ連邦海軍
- 1961年7月27日：准将 (de:Flottillenadmiral)
- 1962年11月13日： 少将

## 表彰
- 1940年2月13日：第2級鉄十字章
- 1940年7月3日： 第1級鉄十字章
- 1940年8月26日：騎士鉄十字章
- 1941年11月1日：イタリア王国剣付き戦功十字章
- 1941年11月1日：イタリア王冠勲章 (Order of the Crown of Italy) のコムトゥア章 (de:Komturkreuz)
- 1966年3月8日：ドイツ連邦共和国功労勲章の大十字章

### 個別の典拠
1. ↑  外部サイト 「Uboatnet.de」（ハンス＝ルドルフ・レーズィンクの経歴） は60,693総トンとしている。
2. ↑  外部サイト「sharkhunters.com」（ハンス＝ルドルフ・レーズィンクの記事）は 60,917総トンとしている。
3. 1 2 3  「Uboat.net （英語）」の ハンス＝ルドルフ・レーズィンクの経歴
4. ↑  『デーニッツと「灰色狼」Uボート戦記』　ヴォルフガンク・フランク/著、松谷健二/訳、学研 2000年 P.157、13行目の訳例。
5. ↑  同上。
6. 1 2  C. Schuhmann: ハンス＝ルドルフ・レーズィンクの訃報、2005年1月11日の『ヤハト』 (de:Yacht) 誌オンライン版に掲載。
7. ↑   ZDF Zeigeschichte - Tödliche Falle